# 龍且
龍且（？—前203年），秦末军事人物。为楚国项梁、项羽的部将。

## 生平
项梁引兵攻打亢父，与齐国田榮、司馬龍且軍救東阿，在东阿大破秦军。
前206年，漢王劉邦起兵攻占三秦，楚将龍且和魏相項他与漢将灌嬰在定陶之南交战失败。前205年，龍且、項声攻淮南，大破九江王黥布軍。黥布逃亡漢军处。
前204年十月，曹參攻占臨淄，項羽派遣龍且率兵號稱有20万进攻漢軍。十一月，龍且与韓信、骑将灌嬰、呂澤、陈武、丁禮、丁復等聯軍在濰水对陣，被擊殺。

## 影視形象
- 香港電視劇《楚河漢界》（1985年）：由歐陽震華飾演龍且。
- 香港電視劇《楚汉骄雄》（2004年）：由游飙飾演龍且。
- 中國電視劇《楚汉風雲》（2005年）：由韓東飾演龍且。
- 電影《鴻門宴》（2011年）：由杜玉明飾演龍且。
- 中國電視劇《楚汉爭雄》（2011年）：由任程伟飾演龍且。
- 中國電視劇《楚汉傳奇》（2012年）：由范雨林飾演龍且。
- 動畫《秦時明月》（2012年）：由夏磊擔任龍且的配音員。